# Dad's Little Girl
Dad's Little Girl è un cortometraggio muto del 1913 diretto da Lem B. Parker e basato su un soggetto di Malcolm Douglas. Prodotto dalla Selig Polyscope Company, il film aveva come interpreti Henry W. Otto, Utahna La Reno, Al W. Filson, Mrs. Al W. Filson, Marguerite Arnold.

## Produzione
Il film fu prodotto dalla Selig Polyscope Company.

## Distribuzione
Distribuito dalla General Film Company, il film - un cortometraggio in una bobina - uscì nelle sale cinematografiche statunitensi il 10 giugno 1913.